# Saint-Viâtre
Saint-Viâtre est une commune française située dans le département de Loir-et-Cher, en région Centre-Val de Loire.
Localisée à l'est du département, la commune fait partie de la petite région agricole « la Grande Sologne », vaste étendue de bois, d'étangs et de prés aux récoltes médiocres. Elle est drainée par le Beuvron, le Néant, le Chalès (6,601 km) et par divers petits cours d'eau. Avec une superficie de 8 979 ha en 2017, la commune fait partie des 4 communes les plus étendues du département.
L'occupation des sols est marquée par l'importance des espaces agricoles et naturels qui occupent la quasi-totalité du territoire communal. Plusieurs espaces naturels d'intérêt sont présents dans la commune : un espace protégé, deux sites natura 2000 et cinq zones naturelles d'intérêt écologique, faunistique et floristique (ZNIEFF).  En 2010, l'orientation technico-économique de l'agriculture dans la commune est la culture des céréales et des oléoprotéagineux. À l'instar du département qui a vu disparaître le quart de ses exploitations en dix ans, le nombre d'exploitations agricoles a fortement diminué, passant de 7 en 1988, à 14 en 2000, puis à 14 en 2010.
Le patrimoine architectural de la commune comprend deux bâtiments portés à l'inventaire des monuments historiques : l'église Saint-Viâtre, inscrite en 2006, et le chafaud, inscrit en 1925.

## Géographie

### Localisation et communes limitrophes
La commune de Saint-Viâtre se trouve à l'est du département de Loir-et-Cher, dans la petite région agricole de la Grande Sologne,. À vol d'oiseau, elle se situe à 46,1 km  de Blois, préfecture du département, à 22,9 km de Romorantin-Lanthenay, sous-préfecture, et à 14,2 km de Salbris, chef-lieu du canton de la Sologne dont dépend la commune depuis 2015. La commune fait en outre partie du bassin de vie de Lamotte-Beuvron.
Les communes les plus proches sont : La Ferté-Beauharnais (6,7 km), Marcilly-en-Gault (7,8 km), Nouan-le-Fuzelier (7,9 km), Neung-sur-Beuvron (9,7 km), Chaumont-sur-Tharonne (10,1 km), Lamotte-Beuvron (11,1 km), La Marolle-en-Sologne (13,4 km), Yvoy-le-Marron (13,6 km)  et Salbris (14,2 km).
| La Ferté-Beauharnais | Chaumont-sur-Tharonne | Lamotte-Beuvron   |
| Neung-sur-Beuvron    | Saint-Viâtre          | Nouan-le-Fuzelier |
| Marcilly-en-Gault    | Marcilly-en-Gault     | Salbris           |

### Paysages et relief
Dans le cadre de la Convention européenne du paysage, adoptée le 20 octobre 2000 et entrée en vigueur en France le 1er juillet 2006, un atlas des paysages de Loir-et-Cher a été élaboré en 2010 par le CAUE de Loir-et-Cher, en collaboration avec la DIREN Centre (devenue DREAL en 2011), partenaire financier. Les paysages du département s'organisent ainsi en huit grands ensembles et 25 unités de paysage,. La commune fait partie de l'unité de paysage de « la Grande Sologne », dans la Sologne.
À l'échelle régionale, le très important taux de boisement de la Sologne en fait une sorte de gigantesque île de verdure au cœur d'un océan de cultures, entre Beauce et Champagne Berrichonne. La Grande Sologne, localisée au sud-est, entre les vallées de la Loire et du Cher, occupe à elle seule un tiers environ du Loir-et-Cher. Elle déborde ses limites en s'étendant sur le Loiret et le Cher, rejoignant la Forêt d'Orléans au nord-est et couvrant la plus grande partie du coude de la Loire jusqu'aux portes de Bourges, au sud.
L'altitude du territoire communal varie de 92 mètres à 132 mètres,.

### Hydrographie

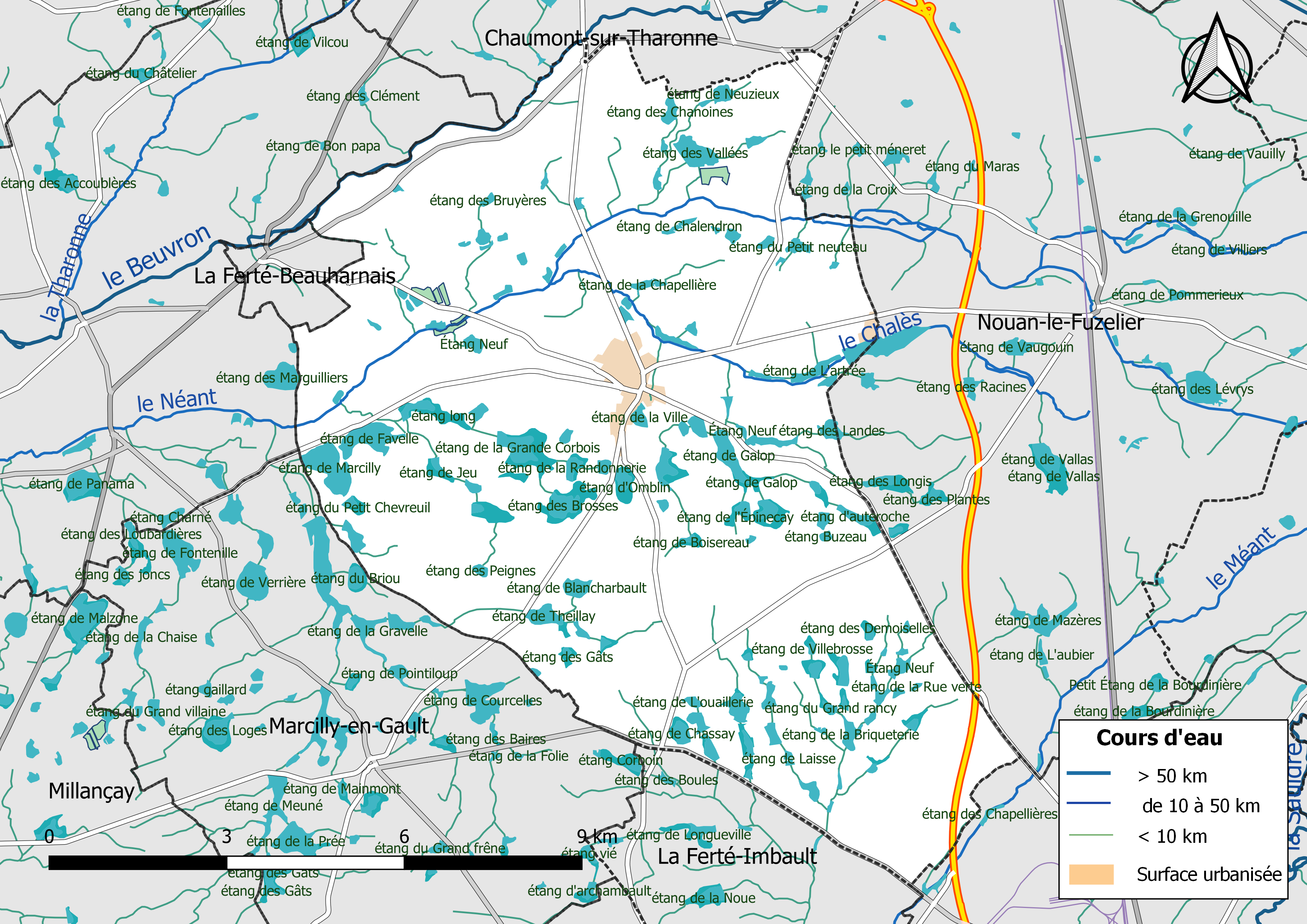
Réseau hydrographique de Saint-Viâtre.

La commune est drainée par le Beuvron (4,558 km), le Néant (10,53 km), le Chalès (6,601 km) et par divers petits cours d'eau, constituant un réseau hydrographique de 100,45 km de longueur totale.
Le Beuvron, d'une longueur totale de 115,2 km, prend sa source dans la commune de Coullons, dans le Loiret et se jette  dans la Loire à Candé-sur-Beuvron, après avoir traversé 29 communes.
Le Néant traverse la commune d'est en ouest. D'une longueur totale de 40,7 km, il prend sa source dans la commune de Pierrefitte-sur-Sauldre (Loir-et-Cher) et se jette  dans le Beuvron à Montrieux-en-Sologne (Loir-et-Cher), après avoir traversé 6 communes.
Sur le plan piscicole, ces cours d'eau sont classés en deuxième catégorie, où le peuplement piscicole dominant est constitué de poissons blancs (cyprinidés) et de carnassiers (brochet, sandre et perche).

### Climat
Pour des articles plus généraux, voir Climat du Centre-Val de Loire et Climat de Loir-et-Cher.
En 2010, le climat de la commune est de type climat océanique dégradé des plaines du Centre et du Nord, selon une étude du CNRS s'appuyant sur une série de données couvrant la période 1971-2000. En 2020, Météo-France publie une typologie des climats de la France métropolitaine dans laquelle la commune est exposée à un climat océanique altéré et est dans une zone de transition entre les régions climatiques « Moyenne vallée de la Loire » et « Centre et contreforts nord du Massif Central ».
Pour la période 1971-2000, la température annuelle moyenne est de 11,4 °C, avec une amplitude thermique annuelle de 14,9 °C. Le cumul annuel moyen de précipitations est de 713 mm, avec 11 jours de précipitations en janvier et 7,1 jours en juillet. Pour la période 1991-2020, la température moyenne annuelle observée sur la station météorologique de Météo-France la plus proche, dans la commune de Lamotte-Beuvron à 11 km à vol d'oiseau, est de 11,8 °C et le cumul annuel moyen de précipitations est de 768,2 mm,. Pour l'avenir, les paramètres climatiques de la commune estimés pour 2050 selon différents scénarios d'émission de gaz à effet de serre sont consultables sur un site dédié publié par Météo-France en novembre 2022.

### Milieux naturels et biodiversité

#### Espaces protégés
La protection réglementaire est le mode d'intervention le plus fort pour préserver des espaces naturels remarquables et leur biodiversité associée.Un espace protégé est présent dans la commune : les « Étangs de Saint-Viatre ». Ils font l'objet d'un arrêté de protection de biotope du fait de la présence de nombreuses espèces protégées : des oiseaux (héron cendré, héron bihoreau, héron pourpré, grèbe à cou noir, grèbe castagneux, butor étoilé, busard des roseaux, blongios nain, guiffette noire, guiffette moustac, rousserolle turdoïde) et des espèces végétales. Il présente une superficie de 2 473,7 ha.

#### Sites Natura 2000
Le réseau Natura 2000 est un réseau écologique européen de sites naturels d'intérêt écologique élaboré à partir des Directives « Habitats » et « Oiseaux ». Ce réseau est constitué de Zones spéciales de conservation (ZSC) et de Zones de protection spéciale (ZPS). Dans les zones de ce réseau, les États membres s'engagent à maintenir dans un état de conservation favorable les types d'habitats et d'espèces concernés, par le biais de mesures réglementaires, administratives ou contractuelles. L'objectif est de promouvoir une gestion adaptée des habitats tout en tenant compte des exigences économiques, sociales et culturelles, ainsi que des particularités régionales et locales de chaque État membre. Les activités humaines ne sont pas interdites, dès lors que celles-ci ne remettent pas en cause significativement l'état de conservation favorable des habitats et des espèces concernés. Des parties du territoire communal sont incluses dans les sites Natura 2000 suivants : 
- la « Sologne », d'une superficie de 346 184 ha[28] ;
- les « Étangs de Sologne », d'une superficie de 29 624 ha[29].

#### Zones naturelles d'intérêt écologique, faunistique et floristique
L'inventaire des zones naturelles d'intérêt écologique, faunistique et floristique (ZNIEFF) a pour objectif de réaliser une couverture des zones les plus intéressantes sur le plan écologique, essentiellement dans la perspective d'améliorer la connaissance du patrimoine naturel national et de fournir aux différents décideurs un outil d'aide à la prise en compte de l'environnement dans l'aménagement du territoire. Le territoire communal de Saint-Viâtre comprend cinq ZNIEFF : 
- l'« Étang de Chalès » (44,8 ha)[31] ;
- l'« Étang de la Grande Corbois » (69,23 ha)[32] ;
- l'« Étang des Brosses » (55,17 ha)[33] ;
- les « Étangs du Domaine de Bièvres » (275,94 ha)[34] ;
- les « Prairies de la Bourgeoisie » (7,61 ha)[35].

Cartes des Znieff et site Natura 2000.
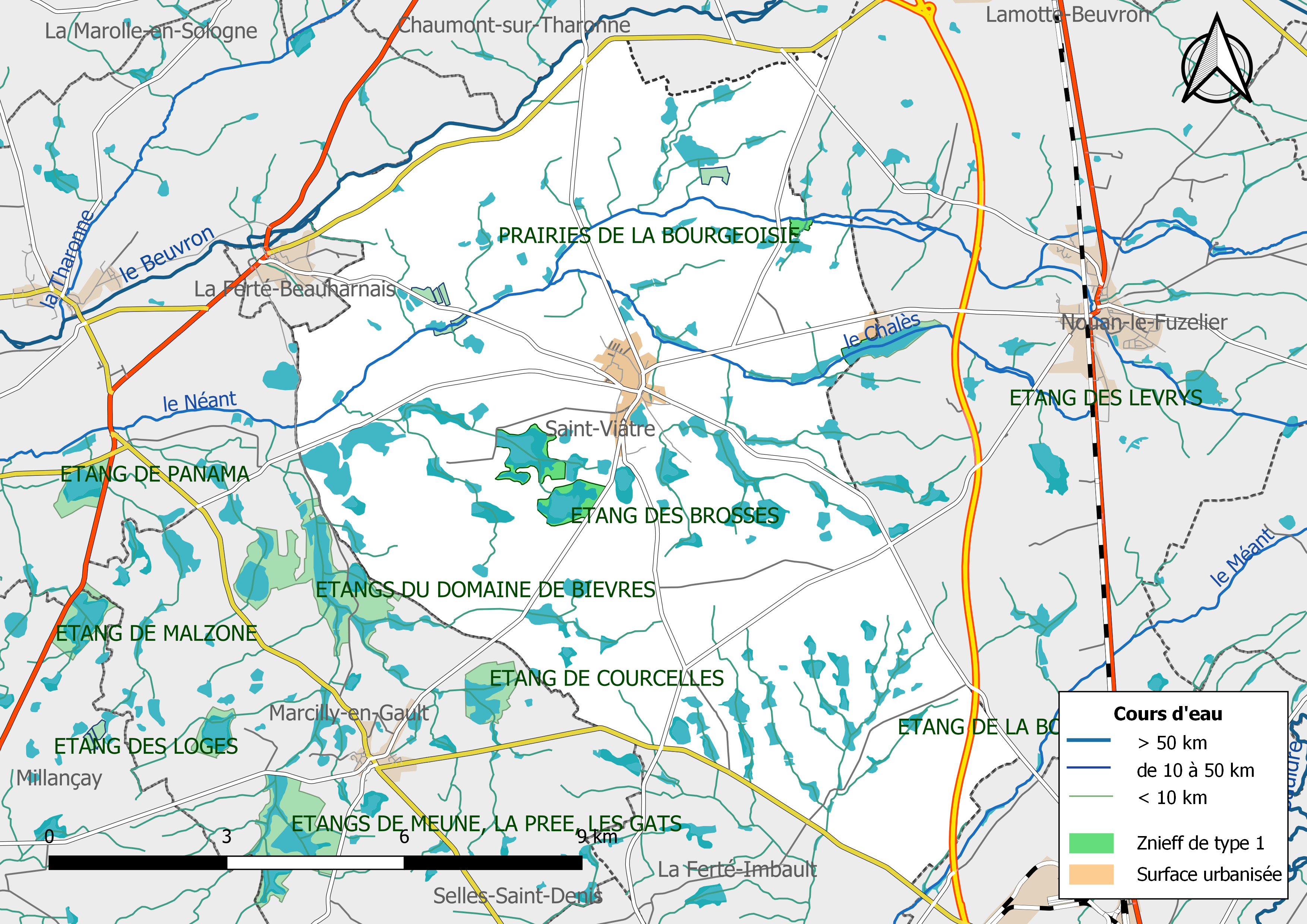
Carte des ZNIEFF de type 1 localisées dans la commune[Note 2].
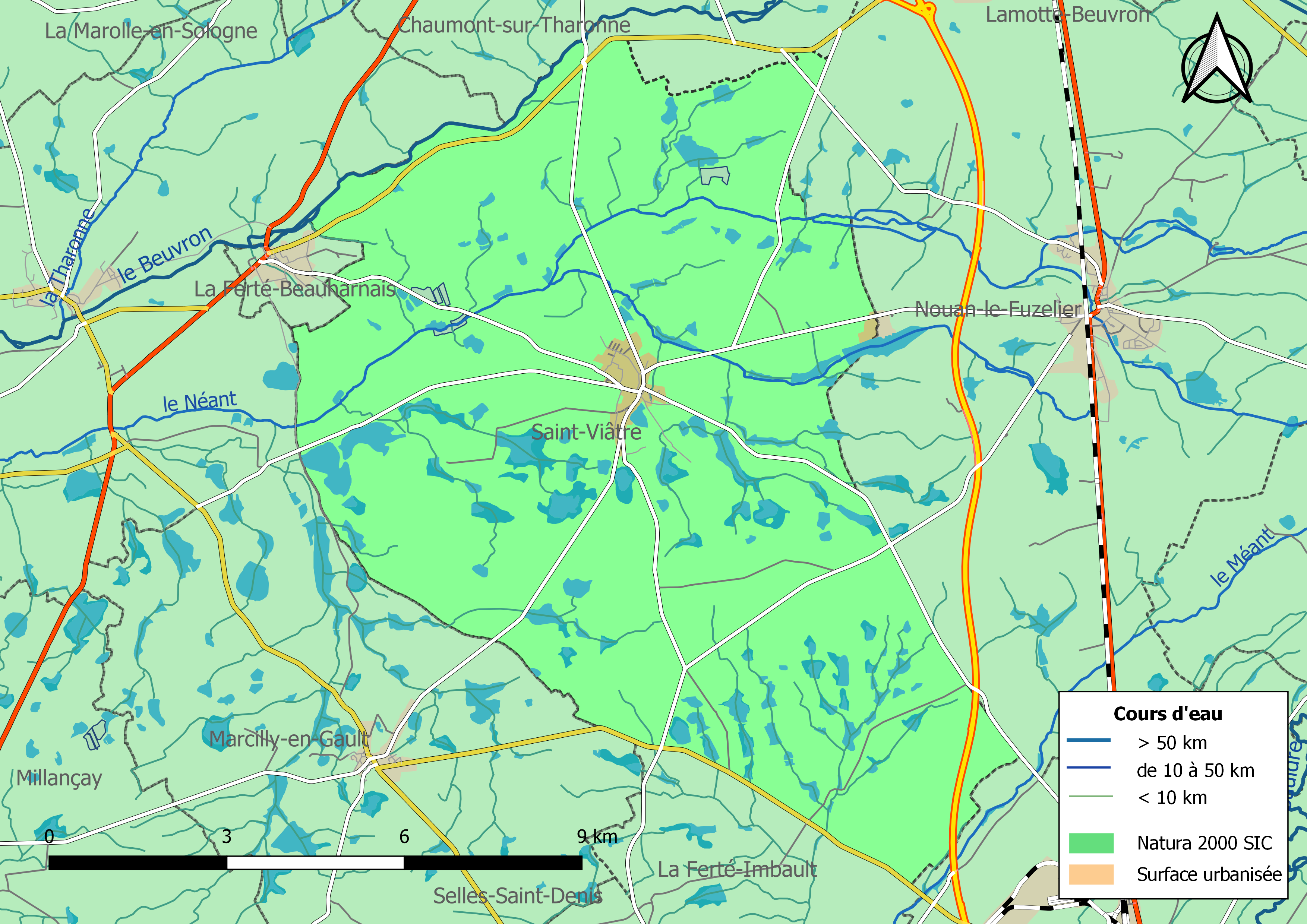
Carte de la zone Natura 2000 de type SIC localisée dans la commune.
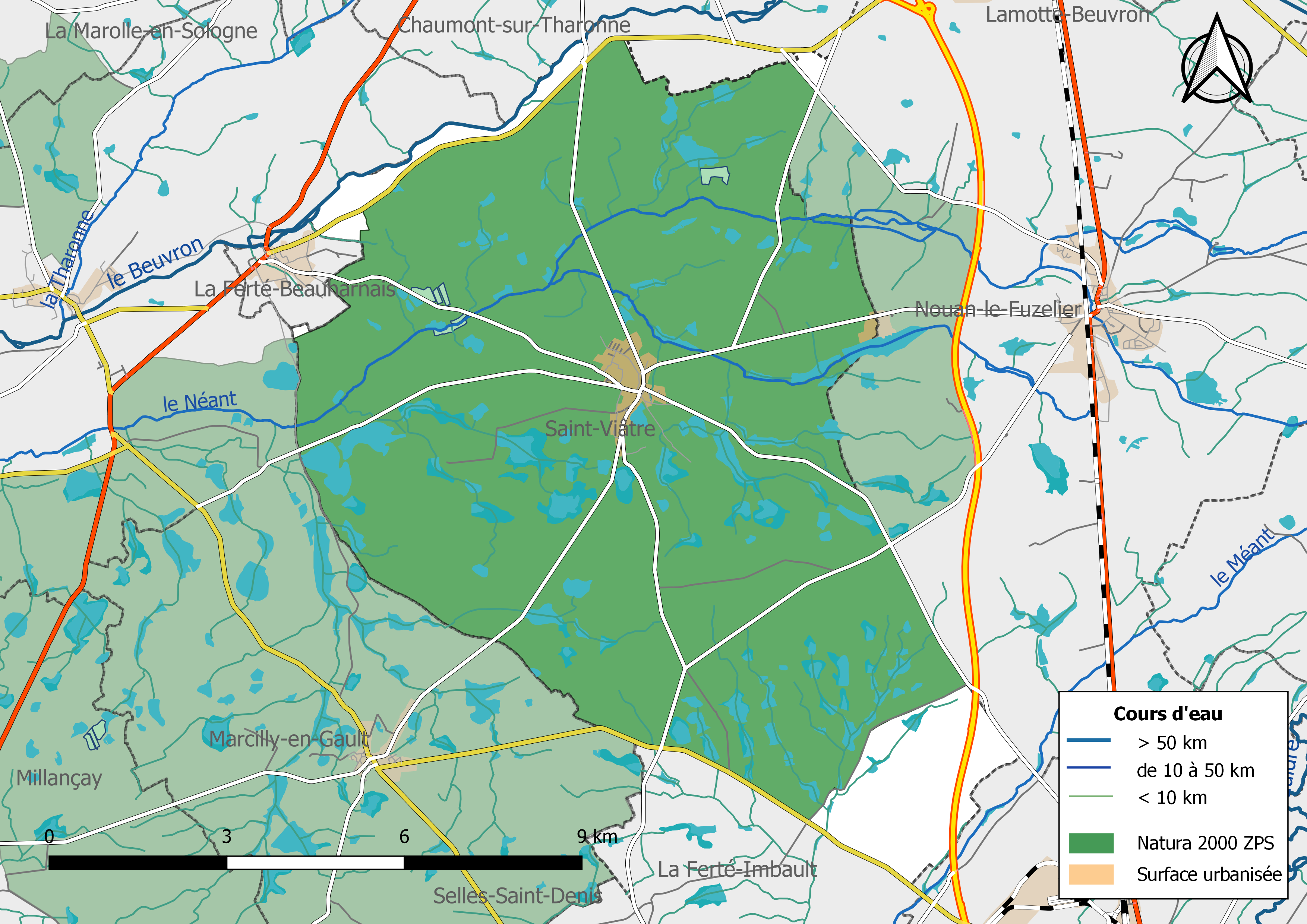
La totalité du territoire communal est incluse dans les sites Natura 2000 « la Sologne » et « les Étangs de Sologne ».

## Urbanisme

### Typologie
Au 1er janvier 2024, Saint-Viâtre est catégorisée bourg rural, selon la nouvelle grille communale de densité à sept niveaux définie par l'Insee en 2022.
Elle est située hors unité urbaine et hors attraction des villes,.

### Occupation des sols
L'occupation des sols est marquée par l'importance des espaces agricoles et naturels (98,8 %). La répartition détaillée ressortant de la base de données européenne d'occupation biophysique des sols Corine Land Cover millésimée 2012 est la suivante : 
terres arables (17,4 %), 
zones agricoles hétérogènes (17,1 %), 

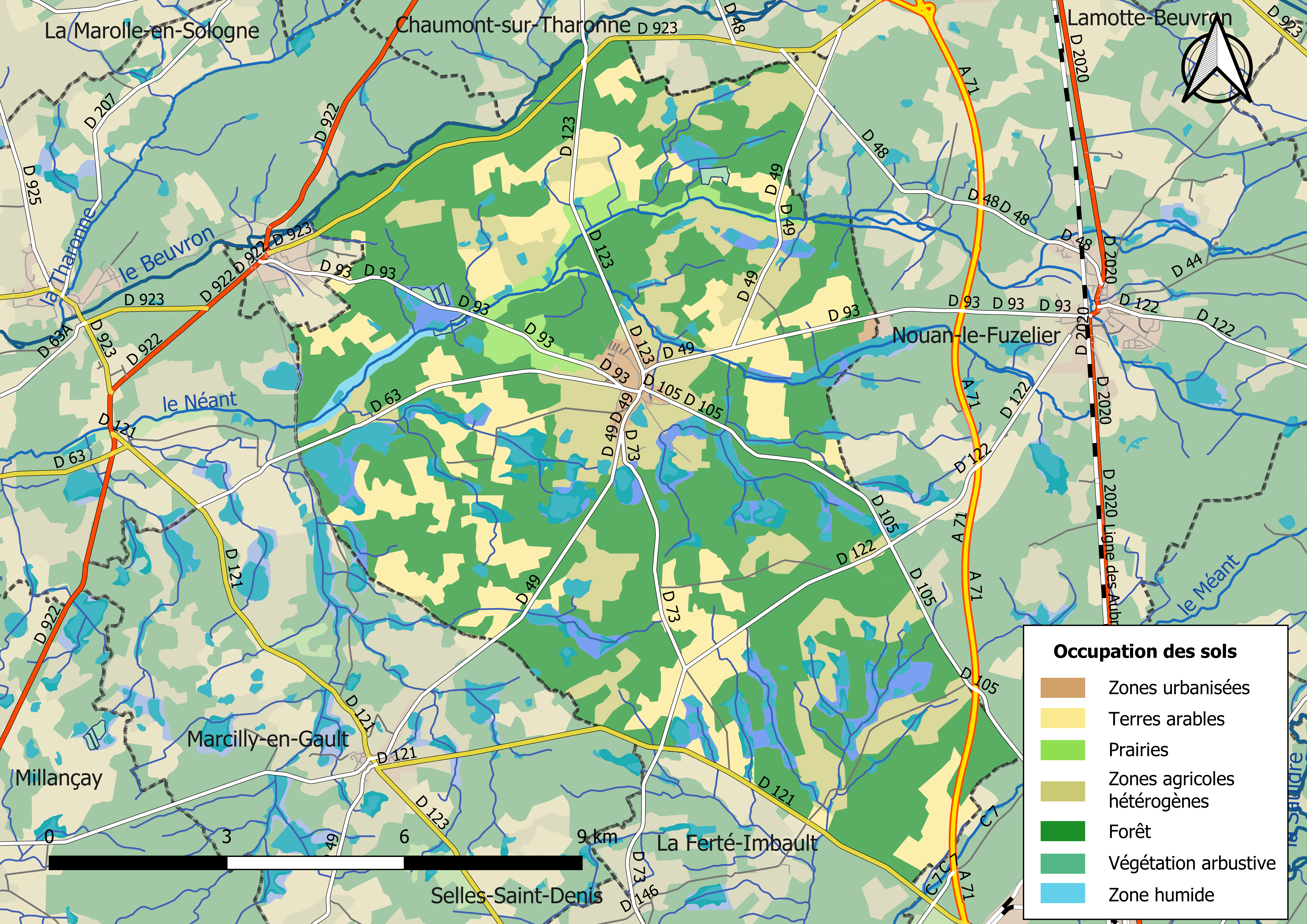
Carte des infrastructures et de l'occupation des sols de la commune en 2018 (CLC).

prairies (2,8 %), 
forêts (52,7 %), 
zones humides intérieures (0,6 %), 
zones urbanisées (1,2 %), 
eaux continentales (8,2 %).

### Planification
La loi SRU du 13 décembre 2000 a incité fortement les communes à se regrouper au sein d'un établissement public, pour déterminer les partis d'aménagement de l'espace au sein d'un SCoT, un document essentiel d'orientation stratégique des politiques publiques à une grande échelle. La commune est dans le territoire du  SCOT de Grande Sologne, prescrit en juillet 2015.
En matière de planification, la commune disposait en 2017 d'un plan d'occupation des sols approuvé, un plan local d'urbanisme était en révision.

### Habitat et logement
Le tableau ci-dessous présente la typologie des logements à Saint-Viâtre en 2016 en comparaison avec celle du Loir-et-Cher et de la France entière. Une caractéristique marquante du parc de logements est ainsi une proportion de résidences secondaires et logements occasionnels (16,8 %) inférieure à celle du département (18 %) mais supérieure à celle de la France entière (9,6 %). Concernant le statut d'occupation de ces logements, 73,3 % des habitants de la commune sont propriétaires de leur logement (70,9 % en 2011), contre 68,1 % pour le Loir-et-Cher et 57,6 pour la France entière.
|                                                         | Saint-Viâtre | Loir-et-Cher | France entière |
| ------------------------------------------------------- | ------------ | ------------ | -------------- |
| Résidences principales (en %)                           | 72,3         | 74,5         | 82,3           |
| Résidences secondaires et logements occasionnels (en %) | 16,8         | 18           | 9,6            |
| Logements vacants (en %)                                | 11,0         | 7,5          | 8,1            |

### Risques majeurs
Le territoire communal de Saint-Viâtre est vulnérable à différents aléas naturels : inondations (par débordement du Beuvron), climatiques (hiver exceptionnel ou canicule), feux de forêts, mouvements de terrains ou sismique (sismicité très faible). 
Il est également exposé à deux risques technologiques : le risque industriel et  le transport de matières dangereuses,.

#### Risques naturels

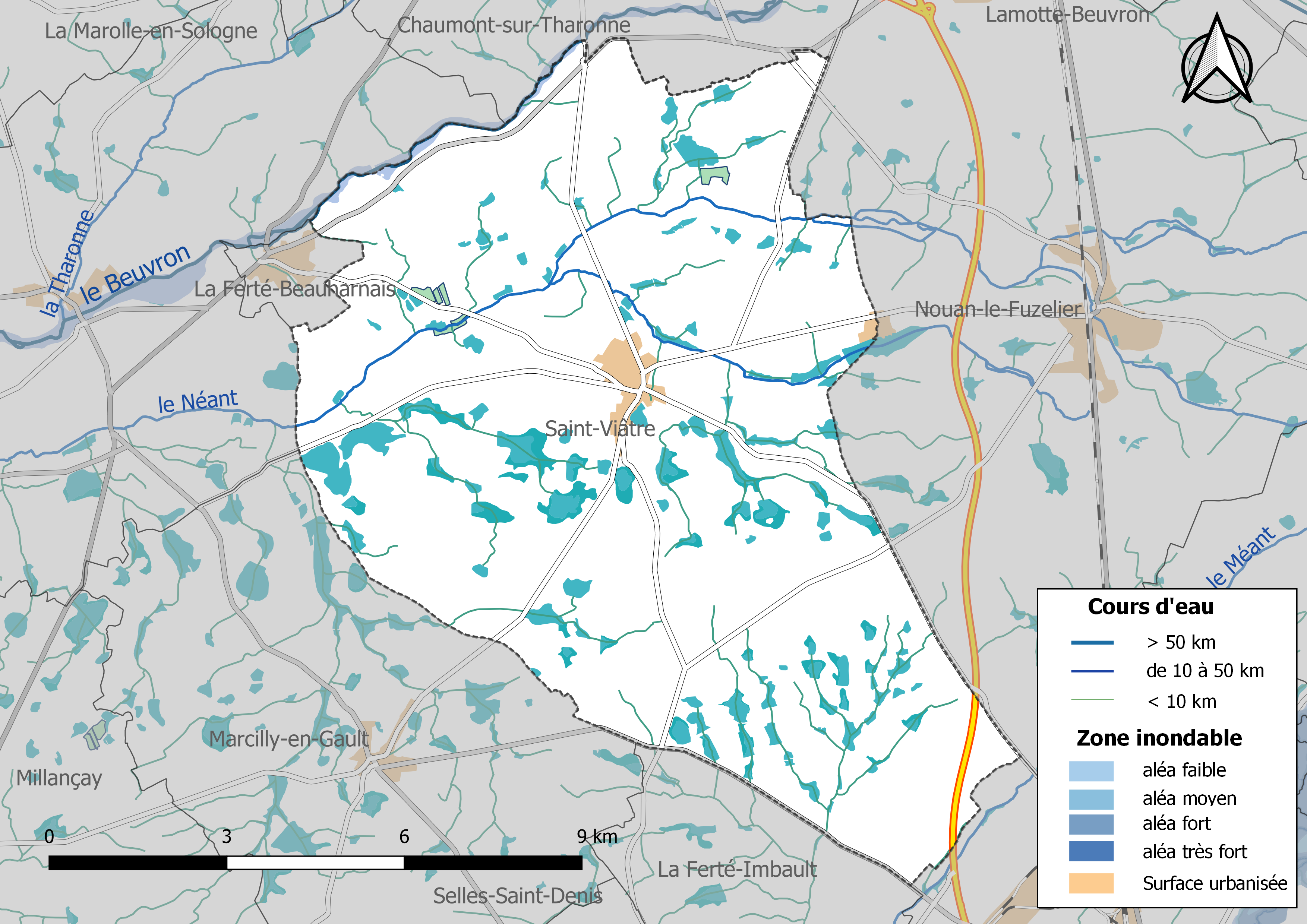
Zones inondables de la commune de Saint-Viâtre.

Les mouvements de terrains susceptibles de se produire dans la commune sont liés au retrait-gonflement des argiles. Le phénomène de retrait-gonflement des argiles est la conséquence d'un changement d'humidité des sols argileux. Les argiles sont capables de fixer l'eau disponible mais aussi de la perdre en se rétractant en cas de sécheresse. Ce phénomène peut provoquer des dégâts très importants sur les constructions (fissures, déformations des ouvertures) pouvant rendre inhabitables certains locaux. La carte de zonage de cet aléa peut être consultée sur le site de l'observatoire national des risques naturels Georisques.
Un atlas des zones inondables du Beuvron est établi en décembre 2003. Les crues historiques du Beuvron sont celles de 1856, de 1910 et de 1936-1937. Le débit de la crue de référence varie ainsi entre 60 et 160 m3/s selon les sections.

#### Risques technologiques
Nexter Munitions, société spécialisée dans le domaine de la fabrication de gamme complète de munitions de char, d'artillerie et de moyen calibre, cartouches à percussion centrale et à percussion annulaire, explosifs à base de nitroglycérine et de nitrocellulose, etc. est une entreprise de statut Seveso seuil haut. À ce titre, en cas d'accident, elle représente un risque majeur pour l'environnement qui doit être pris en compte dans les documents d'urbanisme. Un Plan de prévention des risques technologiques a été élaboré et approuvé à cet effet.
Le risque de transport de marchandises dangereuses dans la commune est lié à sa traversée par une route à fort trafic. Un accident se produisant sur une telle infrastructure est en effet susceptible d'avoir des effets graves au bâti ou aux personnes jusqu'à 350 m, selon la nature du matériau transporté. Des dispositions d'urbanisme peuvent être préconisées en conséquence.

## Toponymie
Le village s'est d'abord appelé Tremblevy (du latin tremuli vicus, le village du tremble), puis au XVIIe siècle le nom devient Tremblevif, probablement à cause du paludisme qui sévissait dans la région à cette époque[réf. nécessaire].
C'est au milieu du XIXe siècle que la commune de Tremblevif adopta le nom de Saint-Viâtre en l'honneur de son patron local, en vertu du décret impérial de Napoléon III du 6 décembre 1854.
Ce processus toponymique, passant son toponyme composé d'un double adjectif à un hagiotoponyme, est l'absolu contraire de ce qu'il s'est passé à la commune de Molineuf (également en Loir-et-Cher), auparavant nommée Saint-Secondin jusqu'en 1913.

## Histoire

### Révolution française et Empire

#### Nouvelle organisation territoriale
Le décret de l'Assemblée nationale du 12 novembre 1789 décrète qu'« il y aura une municipalité dans chaque ville, bourg, paroisse ou communauté de campagne », mais ce n'est qu'avec le décret de la Convention nationale du 10 brumaire an II (31 octobre 1793) que la paroisse de Saint-Viâtre devient formellement « commune de Saint-Viâtre »,.
En 1790, dans le cadre de la création des départements, la municipalité est rattachée au canton de Salbris et au district de Romorantin. Les cantons sont supprimés, en tant que découpage administratif, par une loi du 26 juin 1793, et ne conservent qu'un rôle électoral, permettant l'élection des électeurs du second degré chargés de désigner les députés,. La Constitution du 5 fructidor an III, appliquée à partir de vendémiaire an IV (1795) supprime les districts, considérés comme des rouages administratifs liés à la Terreur, mais maintient les cantons qui acquièrent dès lors plus d'importance en retrouvant une fonction administrative. Enfin, sous le Consulat, un redécoupage territorial visant à réduire le nombre de justices de paix ramène le nombre de cantons en Loir-et-Cher de 33 à 24. Saint-Viâtre est alors rattachée au canton de Salbris et à l'arrondissement de Blois par arrêté du 5 vendémiaire an X (26 septembre 1801),,. Cette organisation va rester inchangée pendant près de 150 ans.

### Époque contemporaine
C'est en 1854 à la demande de la commune, que la ville devient Saint-Viâtre en l'honneur d'un ermite retiré dans les bois de Sologne que la tradition nomme Viâtre. Sa tombe se situe dans la crypte de l'église, point central du village. Un arbre issu de son cercueil fait de tremble serait à l’origine du nom primitif du village : TREMBLEVY (en latin tremuli vicus, le village du tremble).

## Politique et administration

### Découpage territorial
La commune de Saint-Viâtre est membre de la communauté de communes de la Sologne des étangs, un établissement public de coopération intercommunale (EPCI) à fiscalité propre créé le 1er janvier 2001.
Elle est rattachée sur le plan administratif à l'arrondissement de Romorantin-Lanthenay, au département de Loir-et-Cher et à la région Centre-Val de Loire, en tant que circonscriptions administratives. Sur le plan électoral, elle est rattachée au canton de la Sologne depuis 2015 pour l'élection des conseillers départementaux et à la deuxième circonscription de Loir-et-Cher pour les élections législatives.

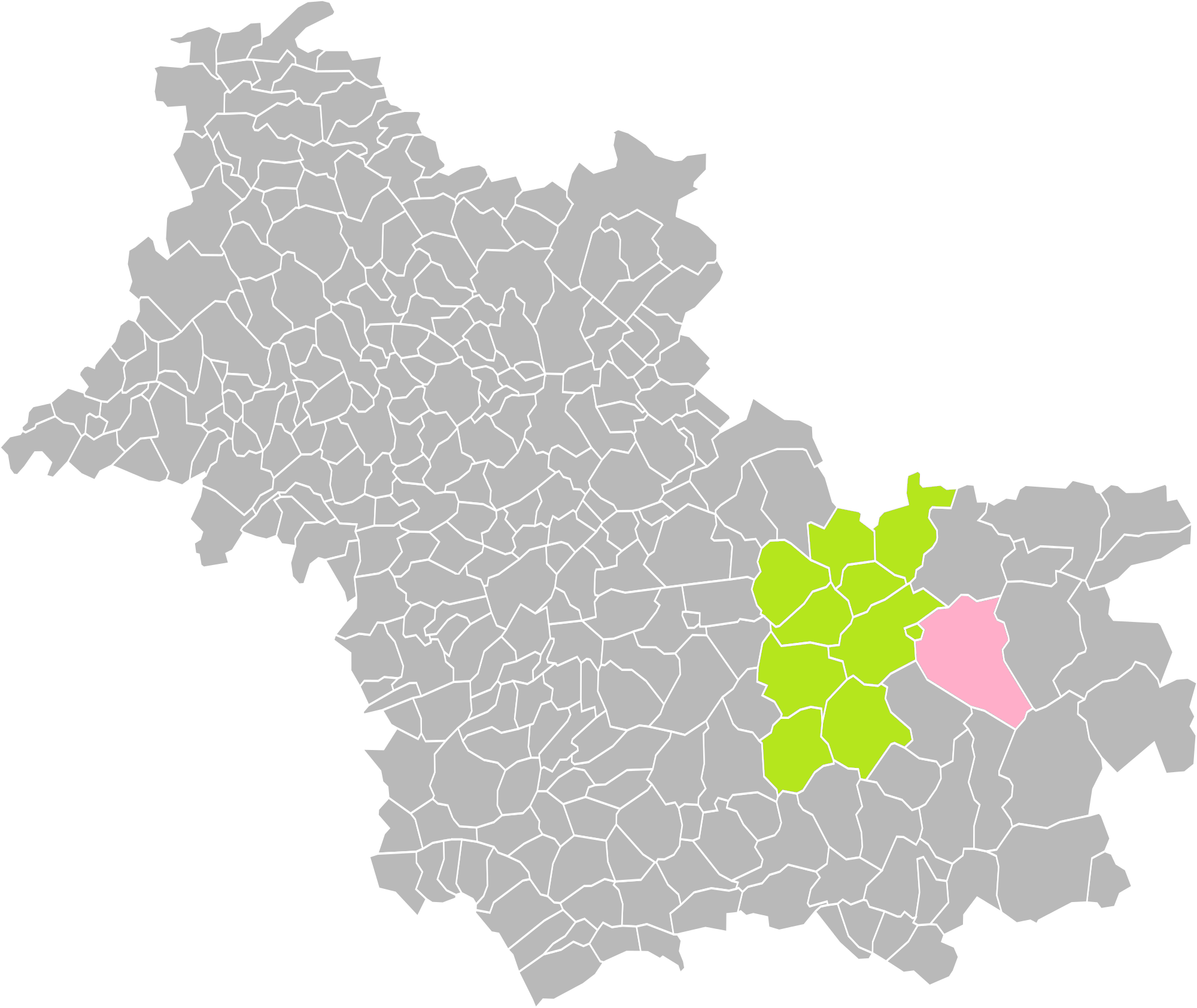
Saint-Viâtre dans l'intercommunalité en 2016.
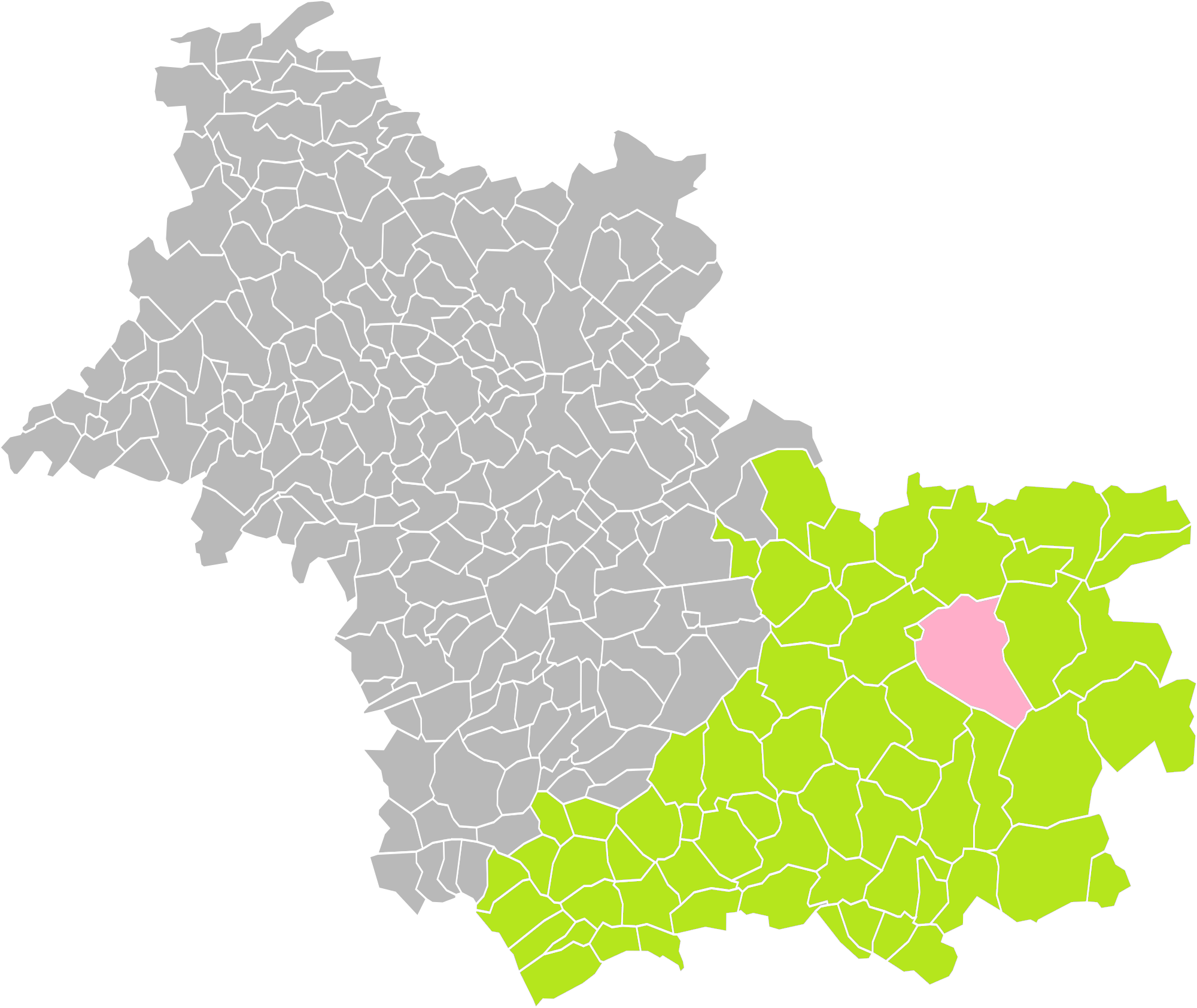
Saint-Viâtre dans l'arrondissement de Romorantin-Lanthenay en 2016.
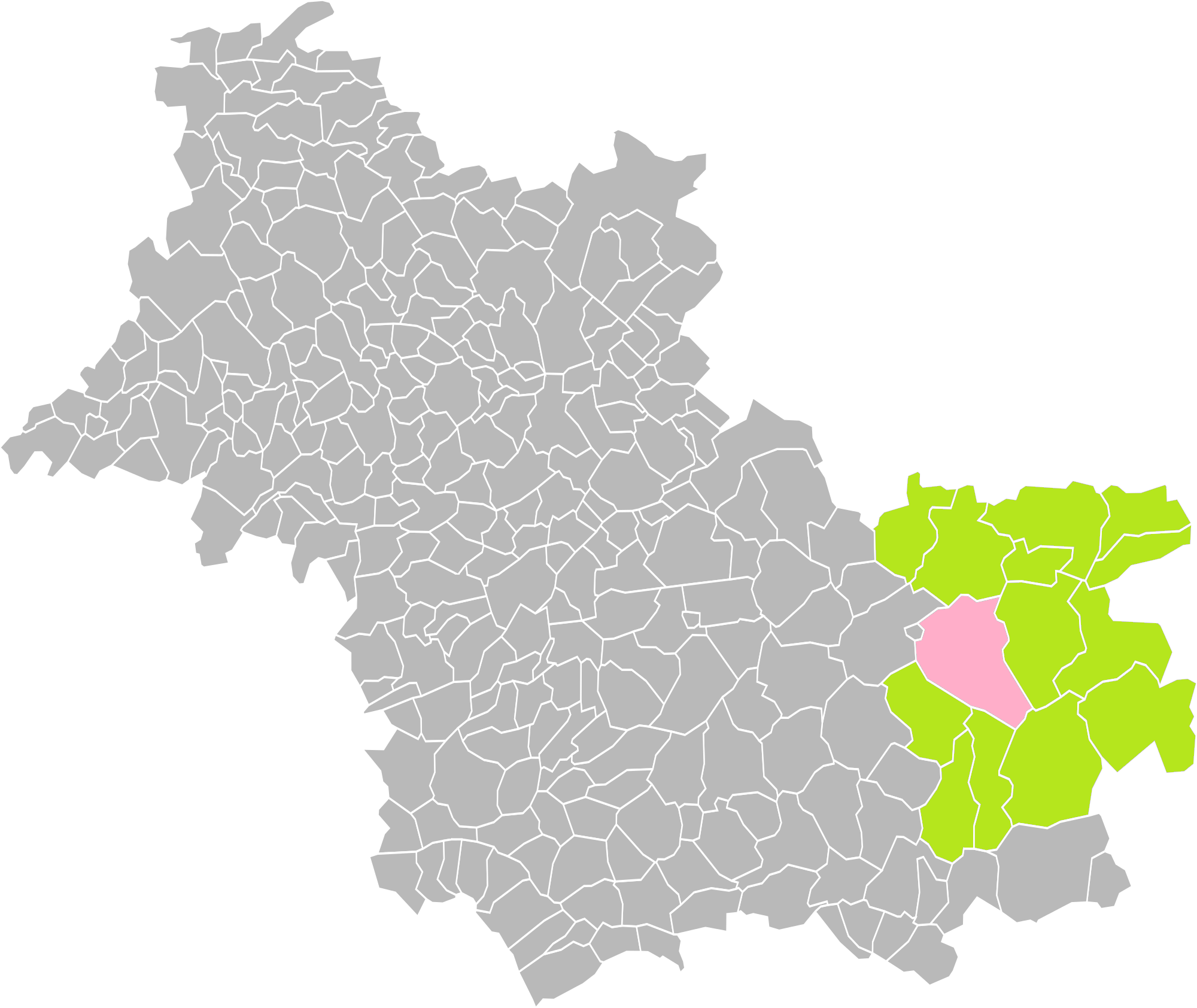
Saint-Viâtre dans le canton de la Sologne en 2016.

### Politique et administration municipale

#### Conseil municipal et maire
Le conseil municipal de Saint-Viâtre, commune de plus de 1 000 habitants, est élu au scrutin proportionnel plurinominal avec prime majoritaire. Compte tenu de la population communale, le nombre de sièges au conseil municipal est de 15. Le maire, à la fois agent de l'État et exécutif de la commune en tant que collectivité territoriale, est élu par le conseil municipal au scrutin secret lors de la première réunion du conseil suivant les élections municipales, pour un mandat de six ans, c'est-à-dire pour la durée du mandat du conseil.
| Période                                  | Période   | Identité           | Étiquette | Qualité      |
| ---------------------------------------- | --------- | ------------------ | --------- | ------------ |
| mars 2001                                | mars 2008 | Jean Hennequart    |           | Pisciculteur |
| mars 2008                                | En cours  | Christian Léonard, |           | Charpentier  |
| Les données manquantes sont à compléter. |           |                    |           |              |

## Équipements et services

### Eau et assainissement
L'organisation de la distribution de l'eau potable, de la collecte et du traitement des eaux usées et pluviales relève des communes. La compétence eau et assainissement des communes est un service public industriel et commercial (SPIC).

#### Assainissement des eaux usées
En 2019, la commune de Saint-Viâtre gère le service d'assainissement collectif en régie directe, c'est-à-dire avec ses propres personnels, avec le statut de entreprise privée.
Une station de traitement des eaux usées est en service au 1er janvier 2019 sur le territoire communal : 
« Rue Des Bouleux », un équipement utilisant la technique de l'aération par boues activées et filtres plantés, avec prétraitement, dont la capacité est de 1 500 EH, mis en service le 1er mars 1983.
L'assainissement non collectif (ANC) désigne les installations individuelles de traitement des eaux domestiques qui ne sont pas desservies par un réseau public de collecte des eaux usées et qui doivent en conséquence traiter elles-mêmes leurs eaux usées avant de les rejeter dans le milieu naturel. La communauté de communes de la Sologne des étangs assure pour le compte de la commune le service public d'assainissement non collectif (SPANC), qui a pour mission de vérifier la bonne exécution des travaux de réalisation et de réhabilitation, ainsi que le bon fonctionnement et l'entretien des installations.

### Enseignement
Saint-Viâtre est située dans l'académie d'Orléans-Tours. La commune dispose d'une école élémentaire publique, l'école Les Bouleux, et d'une école élémentaire privée, l'école Notre-Dame-de-Lourdes.

### Sécurité, justice et secours
La sécurité de la commune est assurée par la brigade de gendarmerie de Neung-sur-Beuvron qui dépend du groupement de gendarmerie départementale de Loir-et-Cher installé à Blois.
En matière de justice, Saint-Viâtre relève du conseil de prud'hommes de Blois, de la Cour d'appel d'Orléans (juridiction de Blois), de la Cour d'assises de Loir-et-Cher, du tribunal administratif de Blois, du tribunal de commerce de Blois et du tribunal judiciaire de Blois.

## Population et société

### Démographie

#### Évolution démographique
L'évolution du nombre d'habitants est connue à travers les recensements de la population effectués dans la commune depuis 1793. Pour les communes de moins de 10 000 habitants, une enquête de recensement portant sur toute la population est réalisée tous les cinq ans, les populations de référence des années intermédiaires étant quant à elles estimées par interpolation ou extrapolation. Pour la commune, le premier recensement exhaustif entrant dans le cadre du nouveau dispositif a été réalisé en 2006.

En 2022, la commune comptait 1 185 habitants, en évolution de −2,23 % par rapport à 2016 (Loir-et-Cher : −1,15 %, France hors Mayotte : +2,11 %).
| 1793 | 1800  | 1806  | 1821  | 1831  | 1836  | 1841  | 1846  | 1851  |
| ---- | ----- | ----- | ----- | ----- | ----- | ----- | ----- | ----- |
| 988  | 1 069 | 1 022 | 1 095 | 1 257 | 1 313 | 1 194 | 1 206 | 1 240 |

| 1856  | 1861  | 1866  | 1872  | 1876  | 1881  | 1886  | 1891  | 1896  |
| ----- | ----- | ----- | ----- | ----- | ----- | ----- | ----- | ----- |
| 1 256 | 1 255 | 1 315 | 1 361 | 1 435 | 1 531 | 1 628 | 1 742 | 1 841 |

| 1901  | 1906  | 1911  | 1921  | 1926  | 1931  | 1936  | 1946  | 1954  |
| ----- | ----- | ----- | ----- | ----- | ----- | ----- | ----- | ----- |
| 1 844 | 1 906 | 1 854 | 1 623 | 1 657 | 1 591 | 1 504 | 1 469 | 1 314 |

| 1962  | 1968  | 1975  | 1982  | 1990  | 1999  | 2006  | 2011  | 2016  |
| ----- | ----- | ----- | ----- | ----- | ----- | ----- | ----- | ----- |
| 1 282 | 1 245 | 1 223 | 1 162 | 1 063 | 1 157 | 1 188 | 1 265 | 1 212 |

| 2021  | 2022  | - | - | - | - | - | - | - |
| ----- | ----- | - | - | - | - | - | - | - |
| 1 183 | 1 185 | - | - | - | - | - | - | - |

#### Pyramide des âges
La population de la commune est relativement âgée.
En 2018, le taux de personnes d'un âge inférieur à 30 ans s'élève à 27,5 %, soit en dessous de la moyenne départementale (31,3 %). À l'inverse, le taux de personnes d'âge supérieur à 60 ans est de 32,1 % la même année, alors qu'il est de 31,6 % au niveau départemental.
En 2018, la commune comptait 583 hommes pour 606 femmes, soit un taux de 50,97 % de femmes, légèrement inférieur au taux départemental (51,45 %).
Les pyramides des âges de la commune et du département s'établissent comme suit.
| Hommes | Classe d’âge | Femmes |
| ------ | ------------ | ------ |
| 0,3    | 90 ou +      | 1,0    |
| 9,6    | 75-89 ans    | 11,7   |
| 20,6   | 60-74 ans    | 21,0   |
| 23,5   | 45-59 ans    | 21,0   |
| 18,5   | 30-44 ans    | 17,8   |
| 12,7   | 15-29 ans    | 13,1   |
| 14,9   | 0-14 ans     | 14,4   |

| Hommes | Classe d’âge | Femmes |
| ------ | ------------ | ------ |
| 1,1    | 90 ou +      | 2,6    |
| 9,2    | 75-89 ans    | 11,9   |
| 19,7   | 60-74 ans    | 20,4   |
| 20,7   | 45-59 ans    | 20     |
| 16,5   | 30-44 ans    | 16,2   |
| 15,2   | 15-29 ans    | 13,2   |
| 17,6   | 0-14 ans     | 15,7   |

### Manifestations culturelles et festivités
Chaque année une foire a lieu au début du mois de mai.

## Économie

### Secteurs d'activité
Le tableau ci-dessous détaille le nombre d'entreprises implantées à Saint-Viâtre selon leur secteur d'activité et le nombre de leurs salariés :
|                                                              | total | % com (% dep) | 0 salarié | 1 à 9 salarié(s) | 10 à 19 salariés | 20 à 49 salariés | 50 salariés ou plus |
| ------------------------------------------------------------ | ----- | ------------- | --------- | ---------------- | ---------------- | ---------------- | ------------------- |
| Ensemble                                                     | 95    | 100,0 (100)   | 63        | 30               | 2                | 0                | 0                   |
| Agriculture, sylviculture et pêche                           | 13    | 13,7 (11,8)   | 6         | 7                | 0                | 0                | 0                   |
| Industrie                                                    | 4     | 4,2 (6,5)     | 2         | 2                | 0                | 0                | 0                   |
| Construction                                                 | 10    | 10,5 (10,3)   | 4         | 5                | 1                | 0                | 0                   |
| Commerce, transports, services divers                        | 57    | 60,0 (57,9)   | 45        | 12               | 0                | 0                | 0                   |
| dont commerce et réparation automobile                       | 21    | 22,1 (17,5)   | 16        | 5                | 0                | 0                | 0                   |
| Administration publique, enseignement, santé, action sociale | 11    | 11,6 (13,5)   | 6         | 4                | 1                | 0                | 0                   |
| Champ : ensemble des activités.                              |       |               |           |                  |                  |                  |                     |

Le secteur du commerce, transports et services divers est prépondérant dans la commune (57 entreprises sur 95) néanmoins le secteur agricole reste important puisqu'en proportions (13,7 %), il est plus important qu'au niveau départemental (11,8 %).
Sur les 95 entreprises implantées à Saint-Viâtre en 2016, 63 ne font appel à aucun salarié, 30 comptent 1 à 9 salariés et 2 emploient entre 10 et 19 personnes
Au 1er juillet 2017, la commune est classée en zone de revitalisation rurale (ZRR), un dispositif visant à aider le développement des territoires ruraux principalement à travers des mesures fiscales et sociales. Des mesures spécifiques en faveur du développement économique s'y appliquent également

### Agriculture
En 2010, l'orientation technico-économique de l'agriculture dans la commune est la polyculture et le polyélevage. Le département a perdu près d'un quart de ses exploitations en 10 ans, entre 2000 et 2010 (c'est le département de la région Centre-Val de Loire qui en compte le moins). Cette tendance se retrouve également au niveau de la commune où le nombre d'exploitations est passé de 66 en 1988 à 14 en 2000 puis à 14 en 2010. Parallèlement, la taille de ces exploitations augmente, passant de 27 ha en 1988 à 40 ha en 2010. 
Le tableau ci-dessous présente les principales caractéristiques des exploitations agricoles de Saint-Viâtre, observées sur une période de 22 ans : 
|                                      | 1988                 | 2000                 | 2010                 |
| Dimension économique                 | Dimension économique | Dimension économique | Dimension économique |
| ------------------------------------ | -------------------- | -------------------- | -------------------- |
| Nombre d'exploitations (u)           | 66                   | 14                   | 14                   |
| Travail (UTA)                        | 70                   | 22                   | 9                    |
| Surface agricole utilisée (ha)       | 1 778                | 818                  | 561                  |
| Cultures                             |                      |                      |                      |
| Terres labourables (ha)              | 1 383                | 614                  | 421                  |
| Céréales (ha)                        | 901                  | 331                  | 263                  |
| dont blé tendre (ha)                 | 40                   | 27                   | 9                    |
| dont maïs-grain et maïs-semence (ha) | 243                  | 110                  | 114                  |
| Tournesol (ha)                       | s                    | s                    | s                    |
| Colza et navette (ha)                | 0                    | s                    |                      |
| Élevage                              |                      |                      |                      |
| Cheptel (UGBTA)                      | 831                  | 250                  | 88                   |

.

#### Produits labellisés
Le territoire de la commune est intégré aux aires de productions de divers produits bénéficiant d'une indication géographique protégée (IGP) : le vin Val-de-loire, les volailles de l’Orléanais et les volailles du Berry,.

## Culture locale et patrimoine

### Lieux et monuments
- L'église Saint-Viâtre.

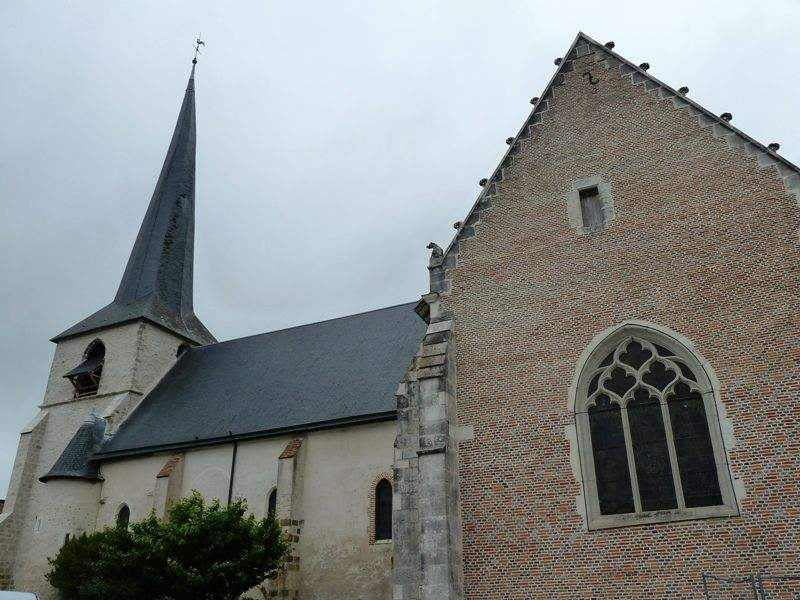
L'église Saint-Viâtre.

- La Maison des étangs, écomusée sur la Sologne.
- La « maison des Ormes », datant du XVIe siècle[96].
- Le chafaud[Quoi ?].

#### La fontaine de Saint-Viâtre
La légende dit qu'un ermite vivant au VIe siècle sur les lieux actuel de Saint-Viâtre soit à l'origine de ce village. Cet ermite, construisant un édifice fut si content de l'avoir achevé qu'il jeta son marteau à plusieurs lieux de là. À l'endroit où le marteau tomba une fontaine jaillit. Cette fontaine existe toujours et fut déplacée d'une centaine de mètres en 1985 car elle se situait sur le tracé de  l'autoroute A71. 

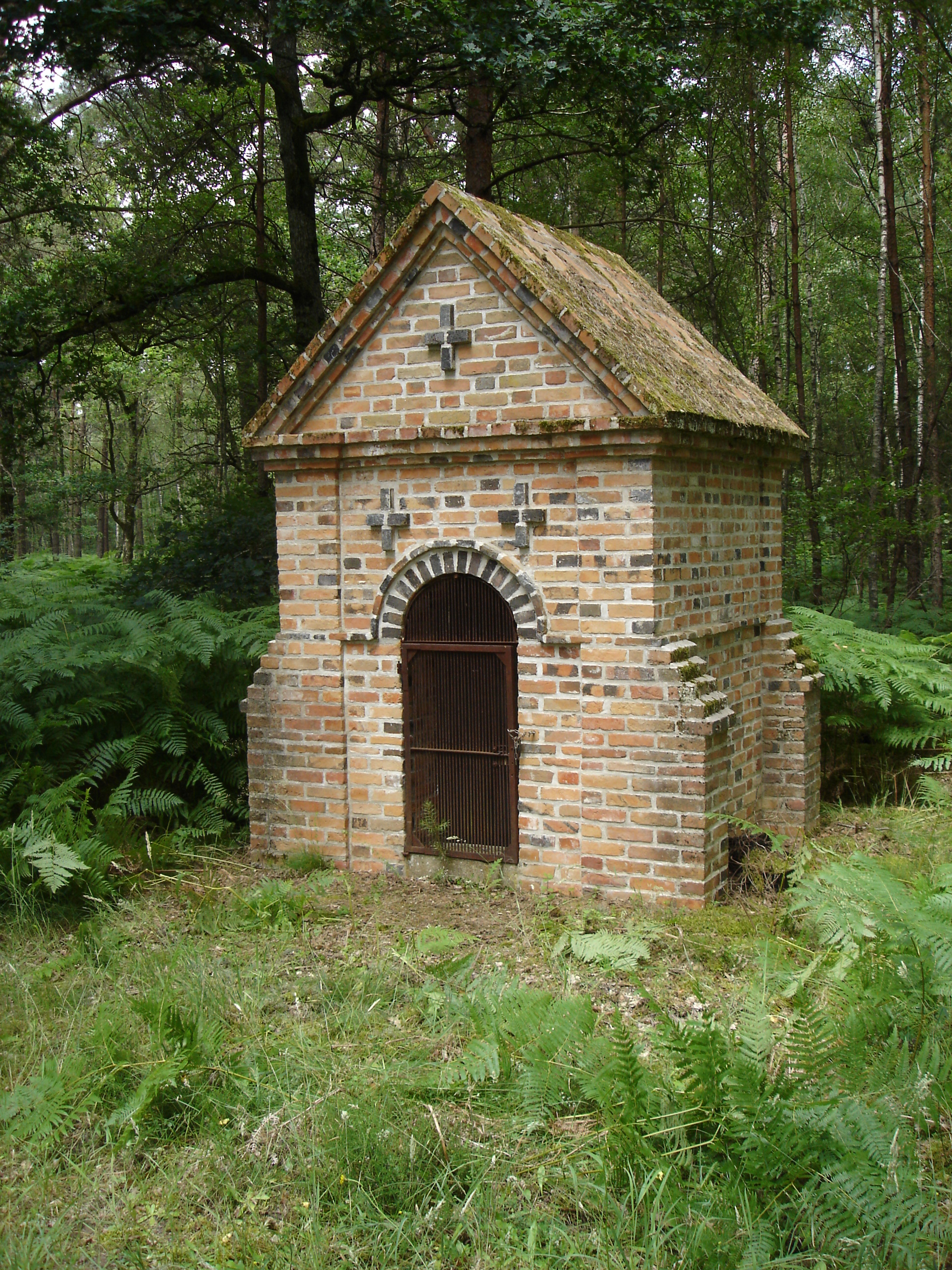
La fontaine de Saint-Viâtre.
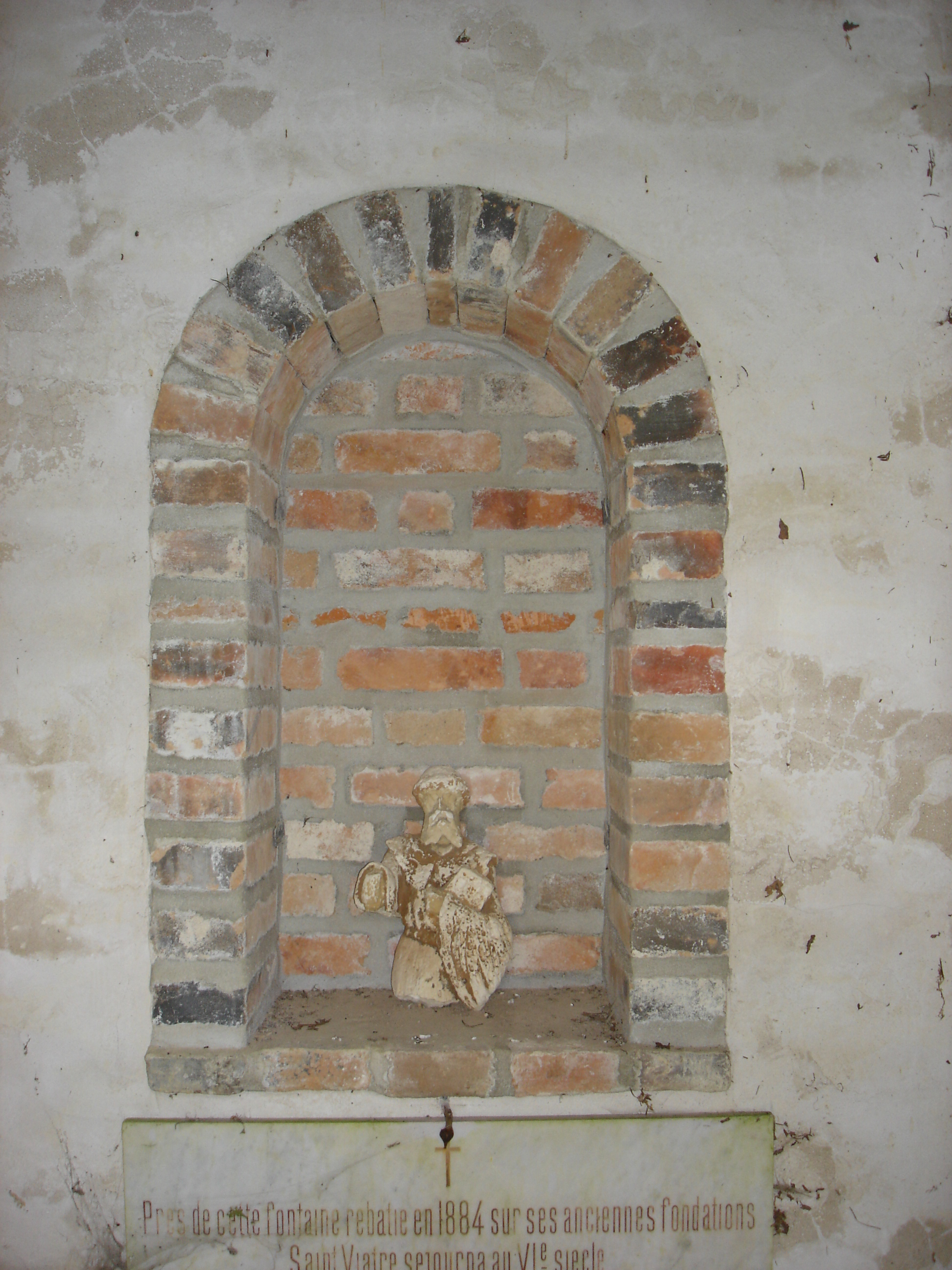
Buste de Saint-Viâtre à l'intérieur de la fontaine.
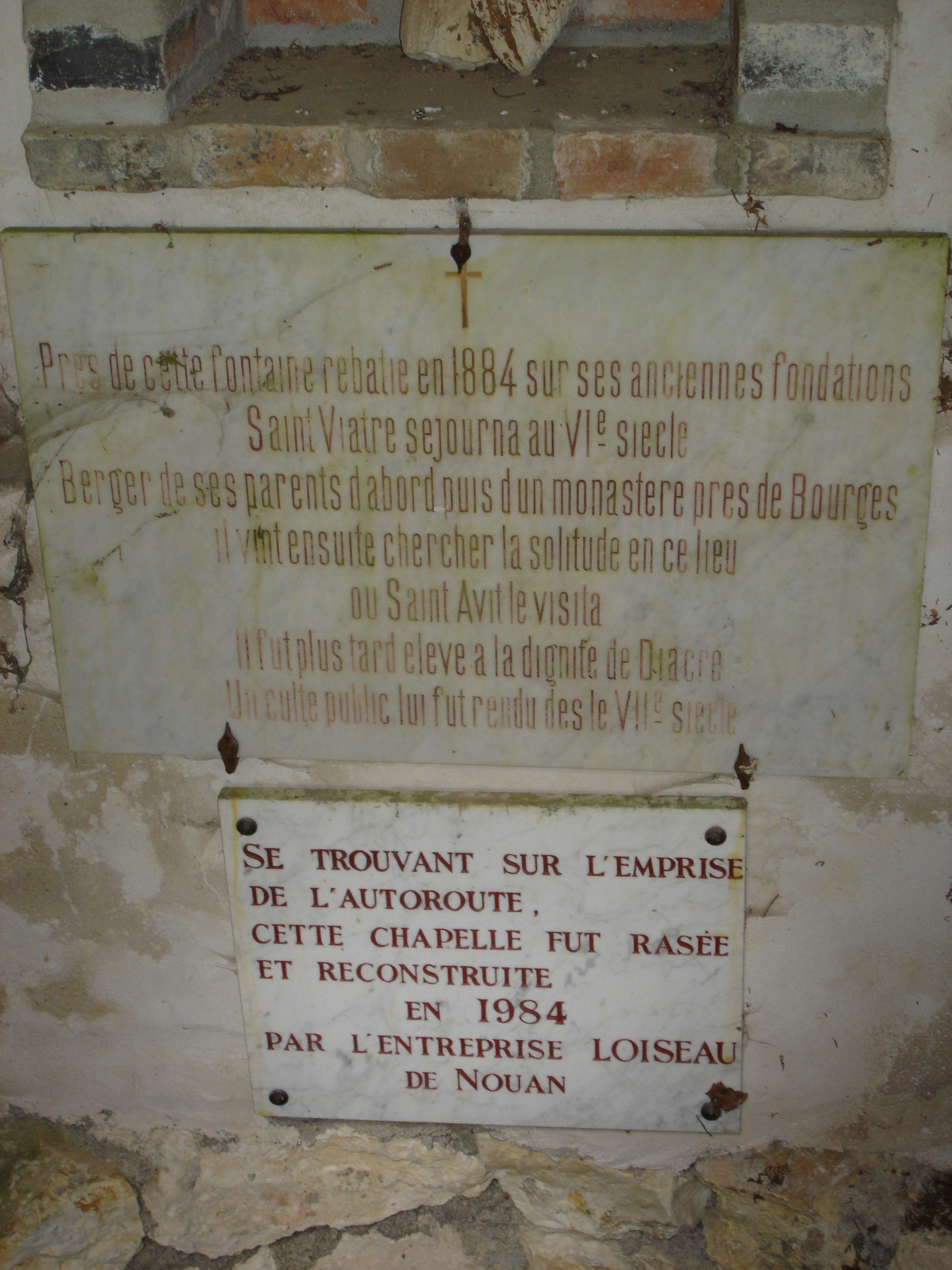
Plaques situées à l'intérieur de la fontaine.

### Personnalités liées à la commune
- Saint Viatre, ermite du VIe siècle inhumé dans l'église de la commune et qui a donné le nom à la commune. Il est considéré comme Saint par l'Église catholique et sa mémoire est célébrée le 5 août[97].
- Le réalisateur des films Pathé, Jérôme Seydoux, possède une propriété sur le domaine de Frogère.
- Le coiffeur Franck Provost qui y possède une propriété.
- Le député européen Philippe Loiseau du Front National possède propriété à Courmême.
- L'architecte et scénographe Bernard Guillaumot y est décédé en 2010.

### Héraldique
|  | Les armoiries de Saint-Viâtre se blasonnent ainsi : Parti : au premier d'argent au chef d'azur, au second d'hermine aux trois fasces ondées de sable, au lambel de gueules brochant. |